# Млынарж, Зденек
Зденек Млынарж (чеш. Zdeněk Mlynář; 22 июня 1930, Високе-Мито — 15 апреля 1997, Вена) — чехословацкий и чешский политик, секретарь ЦК Коммунистической партии Чехословакии в 1968—1970. Один из лидеров Пражской весны, идеолог «социализма с человеческим лицом». Подписал программный документ чехословацкого диссидентства Хартия 77. Эмигрировал в Австрию, занимался политологическими исследованиями. Возвратился в Чехословакию после Бархатной революции, участвовал в деятельности левых политических сил. Вновь отбыл в Австрию из-за невостребованности в Чехии идей демократического социализма. Личный друг Михаила Горбачёва, косвенно повлиявший на идеи Перестройки в СССР. Автор ряда научных исследований и историко-политических мемуаров.

## Учёба в Москве. Идейные воззрения
Родился в семье офицера. В 16-летнем возрасте вступил в компартию Чехословакии. Учился в Советском Союзе, окончил юридический факультет МГУ. В студенческие годы познакомился с Михаилом Горбачёвым, был его соседом по общежитию.

У меня был друг Зденек Млынарж. Мы с ним дружили до конца его жизни.

Михаил Горбачёв.

Работал в Институте государства и права Чехословацкой академии наук. С ранней молодости придерживался идей демократического социализма.

## Идеология Пражской весны
С середины 1960-х в общественной жизни ЧССР началась ограниченная либерализация. Зденек Млынарж как научный сотрудник был включён в группу референтов для партийного руководства. В 1964—1968 руководил юридической комиссией ЦК КПЧ. Он выступал за расширение свободы слова, собраний и дискуссий, демократизацию избирательного законодательства (выдвижение нескольких кандидатов и альтернативные выборы), развитие гражданских инициатив и самоуправленческих начал. Предлагал изъять из конституции положение о КПЧ как «орудии диктатуры пролетариата».
Эти идеи были изложены в статье Млынаржа «На пути к демократической политической организации общества», в которой он высказался за плюралистическое устройство и осторожно отмежевался от советской политической системы (назвав в качестве негативного примера не СССР, а маоистскую КНР). В то же время Млынарж дистанцировался от требования многопартийной системы, означавшей утрату власти КПЧ.

Если не изменится положение людей в политической системе, не изменится и положение дел. Без изменений в экономических отношениях невозможна эффективная и динамичная социалистическая экономика. Это тезис основан на концепции социализма как общественного строя, сохраняющего черты активности европейского капиталистического развития. Это противоречит другим концепциям социализма, которые основаны на исторических условиях развития других цивилизаций, например Востока, как мы видим это в китайской концепции.

Политическая система, которая основана на этом принципе, называется плюралистической. Было бы справедливо сказать, что в Чехословакии совершается эксперимент по созданию плюралистического общества, которому в настоящее время нет аналогии среди социалистических государств. Плюралистическая политическая система довольно часто отождествляется с существованием большого числа политических партий. Но я не считаю это правильным, во всяком случае, для социалистического общества.

Зденек Млынарж

В 1968 Млынарж вошёл в ближайшее окружение нового генерального секретаря ЦК КПЧ Александра Дубчека и являлся главным идеологом Пражской весны.

## Диссидентство и эмиграция
Чехословацкие реформы были насильственно пресечены интервенцией Варшавского договора. Вскоре после этого Млынарж был выведен из состава ЦК, в 1970 исключён из КПЧ. Работал научным сотрудником в энтомологическом музее.
В январе 1977 Зденек Млынарж подписал диссидентское программное воззвание Хартия 77. Наряду с Яном Паточкой, Вацлавом Гавелом, Иржи Гаеком и Павлом Когоутом он стал одним из первых присоединившихся к этому движению за соблюдение прав человека. Многие участники «Хартии 77» сыграли важную политическую роль в демократических преобразованиях на рубеже 1980—1990-х.
В июне 1977 под давлением партийных органов и госбезопасности Зженек Млынарж вынужден был эмигрировать в Австрию. Канцлер-социалист Бруно Крайский предоставил ему должность в Австрийском институте международной политики. Млынарж приобрёл международный авторитет как политолог, специализирующийся на анализе развития коммунистических режимов. Особенно большой резонанс вызвала книга Mráz přichází z Kremlu — «Мороз ударил из Кремля» о событиях 1968.
Преподавал политологию в университете Инсбрука.

## Возвращение и разочарование
После Бархатной революции Зденек Млынарж возвратился в Чехословакию. Пользовался большим авторитетом среди левых сил, был почётным председателем Levý blok — «Левого блока» — коалиции коммунистов с социалистами (Партия демократических левых, «Левая альтернатива» и т. д.) первой половины 1990-х. Однако он не принял результатов чехословацких преобразований: чешская компартия фактически отказалась реформироваться, в обществе преобладали праволиберальные настроения. Идеи демократического социализма оказались не востребованы. Кроме того, Млынаржа возмущали политические деятели, преуспевавшие в ЧССР и занявшие радикально антисоциалистические позиции в новой Чехии.
Зденек Млынарж вернулся в Инсбрук и занялся исследованиями развития Центральной и Восточной Европы. До своей кончины работал также в лаксенбургском Международном институте прикладного системного анализа.

## Влияние на советскую Перестройку
Михаил Горбачёв не раз называл Зденека Млынаржа своим другом и единомышленником. Идеи, высказанные в статье «На пути к демократической политической организации общества» в значительной степени легли в основу концепции политической реформы в СССР, сформулированной на январском пленуме ЦК КПСС 1987 года и на XIX конференции КПСС 1988 года.

## Семья
Зденек Млынарж был дважды женат. Его первая супруга — экономист Рита Будинова — в 1989 была пресс-секретарём Гражданского форума, в 1990—1991 — послом Чехословакии в США. Существует предположение, что именно она явилась автором термина Sametová revoluce — «Бархатная революция». Вторая супруга Ирена Дубска — философ и социолог, участница диссидентского движения, подписавшая вместе с мужем «Хартию 77» и последовавшая за ним в эмиграцию.
Сын Зденека Млынаржа — Владимир Млынарж — член совета директоров инвестиционной компании PPF, в 2002—2005 был министром информации Чехии. 
Дочь — Милена Бартлова — историк чешского средневекового искусства.

## Книги
- Night Frost in Prague. The End of Humane Socialism, 1981
  - Зденек Млинарж Холодом веет от Кремля. — Нью-Йорк: Проблемы Восточной Европы, 1988. — 310 с.
  - Зденек Млынарж Мороз ударил из Кремля. — М.: Республика, 1992.
- «Реформаторы не бывают счастливы» (диалог с Михаилом Горбачевым, на чешском яз., 1995)
- Krize v sovětských systémech od Stalina ke Gorbačovovi, 1991
- Socialistou na volné noze, 1992